# 台流
台流（たいりゅう）とは、日本などにおける台湾の俳優や映画、ドラマ、音楽などの流行を指す言葉である。

## 台流と華流の関係
台湾の国名が「中華民国」であるため、台流と華流が同義であると誤解されることがある。しかし後者は香港、中国や、シンガポールなど東アジアの中国語圏にまたがる漢民族文化を総称したものであり、台流とは部分的に重複するものの基本的には別概念のものである。
「華流」という呼称は、例えば1つの作品に台湾と中国の両方の俳優が出演するなど、台湾の出来事であっても台湾以外の要素を含む場合に都合のいい呼び方である。また従来から一定の知名度と人気を持つ香港映画の存在が台流の普及に一役買い、台湾ドラマの人気のうちに後発の中国制作の武侠ドラマや歴史ドラマが紹介されて人気を得るなど、台流・華流が相互に影響を与えながら普及してきた経緯もある。このため台流と華流は近似し、親和性のある概念と言うこともできる。
しかし「華流」の呼称は、台湾人や親台湾の立場の外国人にとっては、中国と一緒にされることで政治的に利用されるのではとの懸念を抱かせる。また台湾の自然や原住民文化など台湾に固有の文化に関心ある人々にとっては、華流の一部として定義されるのは誤りであるととらえられる。このような場合には台流と華流は区別されるべきといえる。
「台流」の呼称は中華人民共和国、香港、マレーシア、シンガポールなどの華人文化圏では定着しているが、日本では「華流」として扱うことが定着しているのが現状である。

## 台流ドラマ
テレビドラマにおいては日本の少女マンガがよく映像化され、原作に忠実だと言われる。
台流の先駆けとなったのは青春群像ドラマ『流星花園』(原作『花より男子』)で、主演を務めたアイドルグループのF4が人気を得、ブームの牽引役となった。
日本の一般刊行物において台流という語がタイトルに使われた例として「恋してるっ!!台流スター」という書籍がある。

### 台流ドラマの主な作品
- イタズラなkiss
- イタズラな恋愛白書
- ハチミツとクローバー
- 「薔薇之恋」

### 主な演出家
- チュウ・ヨウニン

### 主な俳優
- ジョセフ・チェン

### 女優
- アリエル・リン

## 台湾漫画家・イラストレーター
- 鄭問
- 陳淑芬
- 平凡
- 蚩尤（中国語版）
- 蔡志忠
- 韋宗成
- 哈日杏子
- 朱鴻琦
- 小林
- 唐靉
- 兪家燕
- 李勉之
- 彎彎
- 易水翔麟
- 頼有賢
- BAKUNOYA
- AKRU
- VOFAN
- CHuN
- ZECO
- RIVER
- REI